# Martin Dreher
Martin Dreher (* 20. März 1953 in Karlsruhe) ist ein deutscher Althistoriker.

## Leben
Dreher promovierte 1982 an der Universität Marburg mit einer Arbeit über Sophistik und Polisentwicklung. 1984 wurde er wissenschaftlicher Mitarbeiter an der Universität München, 1985 Assistent von Wolfgang Schuller an der Universität Konstanz, wo er sich 1991 über den Zweiten Attischen Seebund habilitierte und 1992 Hochschuldozent wurde. Seit 1996 war Dreher Professor für Alte Geschichte an der Otto-von-Guericke-Universität Magdeburg. 2018 wurde er in den Ruhestand versetzt; ein Nachfolger wurde nicht berufen.
Von 2005 bis 2007 war Dreher Vorsitzender der Mommsen-Gesellschaft. Er beschäftigt sich mit der Geschichte des griechischen Altertums, insbesondere zwischenstaatlichen Beziehungen, Rechts- und Verfassungsgeschichte sowie dem antiken Sizilien.

## Schriften (Auswahl)
- Sophistik und Polisentwicklung. Die sophistischen Staatstheorien des 5. Jahrhunderts v. Chr. und ihr Bezug auf Entstehung und Wesen des griechischen, vorrangig athenischen Staates (= Europäische Hochschulschriften. Reihe 3: Geschichte und ihre Hilfswissenschaften. Bd. 191). Lang, Frankfurt am Main u. a. 1983, ISBN 3-8204-7555-9 (Zugleich: Marburg, Univ., Diss., 1982).
- als Übersetzer und Herausgeber: Aristoteles: Der Staat der Athener (= Reclams Universal-Bibliothek. Bd. 3010). Reclam, Stuttgart 1993, ISBN 3-150-03010-2.
- Hegemon und Symmachoi. Untersuchungen zum zweiten athenischen Seebund (= Untersuchungen zur antiken Literatur und Geschichte. Bd. 46). de Gruyter, Berlin u. a. 1995, ISBN 3-11-014444-1 (Zugleich: Konstanz, Universität, Habil.-Schrift, 1991/92).
- Athen und Sparta. Beck, München 2001, ISBN 3-406-48208-2.
- als Herausgeber: Das antike Asyl. Kultische Grundlagen, rechtliche Ausgestaltung und politische Funktion (= Akten der Gesellschaft für Griechische und Hellenistische Rechtsgeschichte. Bd. 15). Böhlau, Köln u. a. 2003, ISBN 3-412-10103-6.
- Das antike Sizilien (= Beck’sche Reihe. Bd. 2437; C.-H.-Beck-Wissen). Beck, München 2008, ISBN 3-406-53637-9.